# A Gentleman of Art
A Gentleman of Art è un cortometraggio muto del 1915 sceneggiato e diretto da Stuart Paton.

## Produzione
Il film fu prodotto dall'Independent Moving Pictures Co. of America (IMP).

## Distribuzione
Distribuito dall'Universal Film Manufacturing Company, il film - un cortometraggio in due bobine - uscì nelle sale cinematografiche statunitensi il 15 gennaio 1915.